# Plop!
Plop!, « The New Magazine of Weird Humor! », était un comic book publié par DC Comics dans les années 1970. Cette anthologie était consacrée à l'humour noir et l'horreur. Il y eut 24 numéros de septembre / octobre 1973 à novembre / décembre 1976.

## Création
D'après Steve Skeates, Plop! est inspiré d'une histoire d'horreur titrée « The Poster Plague » et publiée dans House of Mystery. Le comics devait s'appeler à l'origine Zany mais après une discussion entre Sergio Aragonés, Joe Orlando et Carmine Infantino le titre de Plop fut définitivement adopté.

## Contenu
Chaque numéro comprenait d'abord une séquence mettant en scène  Cain et Abel (apparus dans House of Mystery et  House of Secrets) et Eve. Cette séquence était dessinée par Aragonés. Il fut plus tard remplacé par Dave Manak, collaborateur de Mad. Chacun racontait une histoire dont l'enjeu était de savoir laquelle était la plus horrible.
Les histoires étaient soit des scénarios originaux de Steve Skeates, soit des scénarios de celui-ci mais inspirés par des idées proposées par les lecteurs, soit enfin des concepts de Sergio Aragonés rédigé par quelqu'un d'autre après que l'histoire eut été dessinée.
Les couvertures des 19 premiers numéros sont de Basil Wolverton et Wally Wood.
D'abord sans publicité mais celles-ci furent introduites quand les ventes se montrèrent insuffisantes. Malgré cela le magazine ne se vendait pas assez pour durer et DC perdait de l'argent à chaque numéro.

## Récompenses
Le comics a reçu plusieurs prix : 
- Prix Shazam pour la meilleure histoire d'humour en 1973 pour "The Gourmet" (dessin de Bernie Wrightson dans le numéro 1[2],
- Steve Skeates gagna le Prix Shazam du meilleur scénariste (catégorie humour) en 1973[2].
- Prix Eagle du meilleur comics (catégorie humour) en 1977.